# Estación de Solférino
Solférino, de su nombre completo Solférino - Musée d'Orsay, es una estación de la línea 12 del metro de París situada en Distrito VII de la ciudad.

## Historia
La estación fue inaugurada el 5 de noviembre de 1910 con la llegada de la línea C, la actual línea 12. 
Debe su nombre a la batalla de Solferino donde las tropas de Napoleón III y de Víctor Manuel II vencieron al imperio austríaco. La denominación oficial de la estación se completa con una mención al cercano Museo de Orsay.

## Descripción
Se compone de dos andenes laterales de 75 metros de longitud y de dos vías.
Está diseñada en bóveda elíptica revestida completamente de los clásicos azulejos blancos biselados. Luce la decoración de las estaciones de la compañía Nord-Sud, la creadora de la línea con tramos de color marrón adornando la bóveda, el zócalo y los paneles publicitarios. 
La señalización es también de estilo Nord-Sud. Se caracteriza por su gran tamaño, donde el nombre de la estación se realiza combinando mosaicos blancos y azules enmarcados por un trazo de color marrón. 
Su iluminación, como muchas estaciones de la línea 12, sigue el estilo New Neons. Emplea delgadas estructuras circulares, en forma de cilindro, que recorren los andenes proyectando la luz tanto hacia arriba como hacia abajo. Finos cables metálicos dispuestos en uve sostienen a cierta distancia de la bóveda todo el conjunto
Por último, los asientos de la estación son sencillos bancos de madera.